# Ist (Insel)
Ist (italienisch Isto) ist eine Insel im Adriatischen Meer und Teil der kroatischen Gespanschaft Zadar.

## Lage
Die Insel liegt nördlich der Insel Molat und ist umgeben von vielen anderen kleinen und unbewohnten Inseln. Sie ist von Zadar aus mit der Fähre in knapp drei Stunden erreichbar. Auf Ist befindet sich ein gleichnamiger Ort, in dem der größte Teil der Inselbewohner lebt.

## Geschichte
Das erste Mal wurde Ist 1311 erwähnt, allerdings noch unter dem Namen Ost, 1527 wurde die Insel unter dem Namen Isto (italienisch) erwähnt. Der Name leitet sich aus dem Illyrischen ab, dessen Bedeutung ist aber unbekannt. Als die Kroaten die Insel besiedelten, fanden sie Römer vor, von denen sich heute noch Namen vieler Orte auf Ist abgeleitet werden: Funestrala, Klunda, Mavrela, Skrivadica und Turtula. Ab 1850 setzte eine große Abwanderung ein, die von 1905 bis 1910 ihren Höhepunkt fand. Das hauptsächliche Ziel der Auswanderer war Amerika.

### Wichtige Ereignisse
- 1880 wurde die Volksschule erbaut, die heute noch als solche genutzt wird.
- 1940 wurde die erste Wasserleitung auf der Insel erbaut.
- Der von Österreich-Ungarn erbaute Uferweg wurde 1947 verlängert.
- Seit dem Ersten Weltkrieg existierte schon ein Telegraph auf der Insel, die Post wurde aber erst 1983 erbaut.

## Bevölkerung
Die Einwohner von Ist leben überwiegend vom Fischfang oder Tourismus. Viele Familien vermieten Appartements oder Zimmer.